# موش زمستان‌خواب بزرگ مایورکایی
موش زمستان‌خواب بزرگ مایرکایی (نام علمی: Hypnomys morphaeus) نام یک گونه منقرض‌شده از تیره موش زمستان‌خواب است.